# Chanéac
Pour les articles homonymes, voir Chanéac (homonymie).
Chanéac est une commune française, située dans le département de l'Ardèche en région Auvergne-Rhône-Alpes.
Ses habitants sont appelés les Chanéacquois ou les Chanéacois.

## Géographie

### Situation et description
Chanéac est située à 80 kilomètres de Valence et à 6 kilomètres de la vallée de l'Eyrieux en amont de Saint-Martin-de-Valamas. La commune se situe dans la région des Hautes-Boutières, non loin du sommet du mont Mezenc, sommet montagneux d'origine volcanique.

### Communes limitrophes
Chanéac est limitrophe de sept communes, toutes situées dans le département de l'Ardèche et réparties géographiquement de la manière suivante :

### Climat
Pour des articles plus généraux, voir Climat d'Auvergne-Rhône-Alpes et Climat de l'Ardèche.
En 2010, le climat de la commune est de type climat de montagne, selon une étude du CNRS s'appuyant sur une série de données couvrant la période 1971-2000. En 2020, Météo-France publie une typologie des climats de la France métropolitaine dans laquelle la commune est exposée à un climat de montagne ou de marges de montagne et est dans la région climatique Sud-est du Massif Central, caractérisée par une pluviométrie annuelle de 1 000 à 1 500 mm, minimale en été, maximale en automne.
Pour la période 1971-2000, la température annuelle moyenne est de 9,8 °C, avec une amplitude thermique annuelle de 16,4 °C. Le cumul annuel moyen de précipitations est de 1 334 mm, avec 9,6 jours de précipitations en janvier et 6 jours en juillet. Pour la période 1991-2020, la température moyenne annuelle observée sur la station météorologique de Météo-France la plus proche, « Cheylard Sa », sur la commune du Cheylard à 9 km à vol d'oiseau, est de 12,2 °C et le cumul annuel moyen de précipitations est de 1 178,7 mm,. Pour l'avenir, les paramètres climatiques de la commune estimés pour 2050 selon différents scénarios d'émission de gaz à effet de serre sont consultables sur un site dédié publié par Météo-France en novembre 2022.

### Hydrographie
Le bourg de Chanéac est traversé par l'Azette, petite rivière qui conflue avec Saliouse, un affluent de l'Eyrieux, au nord de son territoire.

### Voies de communication
Le territoire communal est traversé par la route départementale 378 (RD378).

## Urbanisme

### Typologie
Au 1er janvier 2024, Chanéac est catégorisée commune rurale à habitat très dispersé, selon la nouvelle grille communale de densité à 7 niveaux définie par l'Insee en 2022.
Elle est située hors unité urbaine. Par ailleurs la commune fait partie de l'aire d'attraction du Cheylard, dont elle est une commune de la couronne,. Cette aire, qui regroupe 20 communes, est catégorisée dans les aires de moins de 50 000 habitants,.

### Occupation des sols
L'occupation des sols de la commune, telle qu'elle ressort de la base de données européenne d’occupation biophysique des sols Corine Land Cover (CLC), est marquée par l'importance des forêts et milieux semi-naturels (83,9 % en 2018), en augmentation par rapport à 1990 (70,7 %). La répartition détaillée en 2018 est la suivante : 
forêts (62,2 %), milieux à végétation arbustive et/ou herbacée (21,7 %), prairies (14,2 %), zones agricoles hétérogènes (1,9 %).
L'évolution de l’occupation des sols de la commune et de ses infrastructures peut être observée sur les différentes représentations cartographiques du territoire : la carte de Cassini (XVIIIe siècle), la carte d'état-major (1820-1866) et les cartes ou photos aériennes de l'IGN pour la période actuelle (1950 à aujourd'hui).

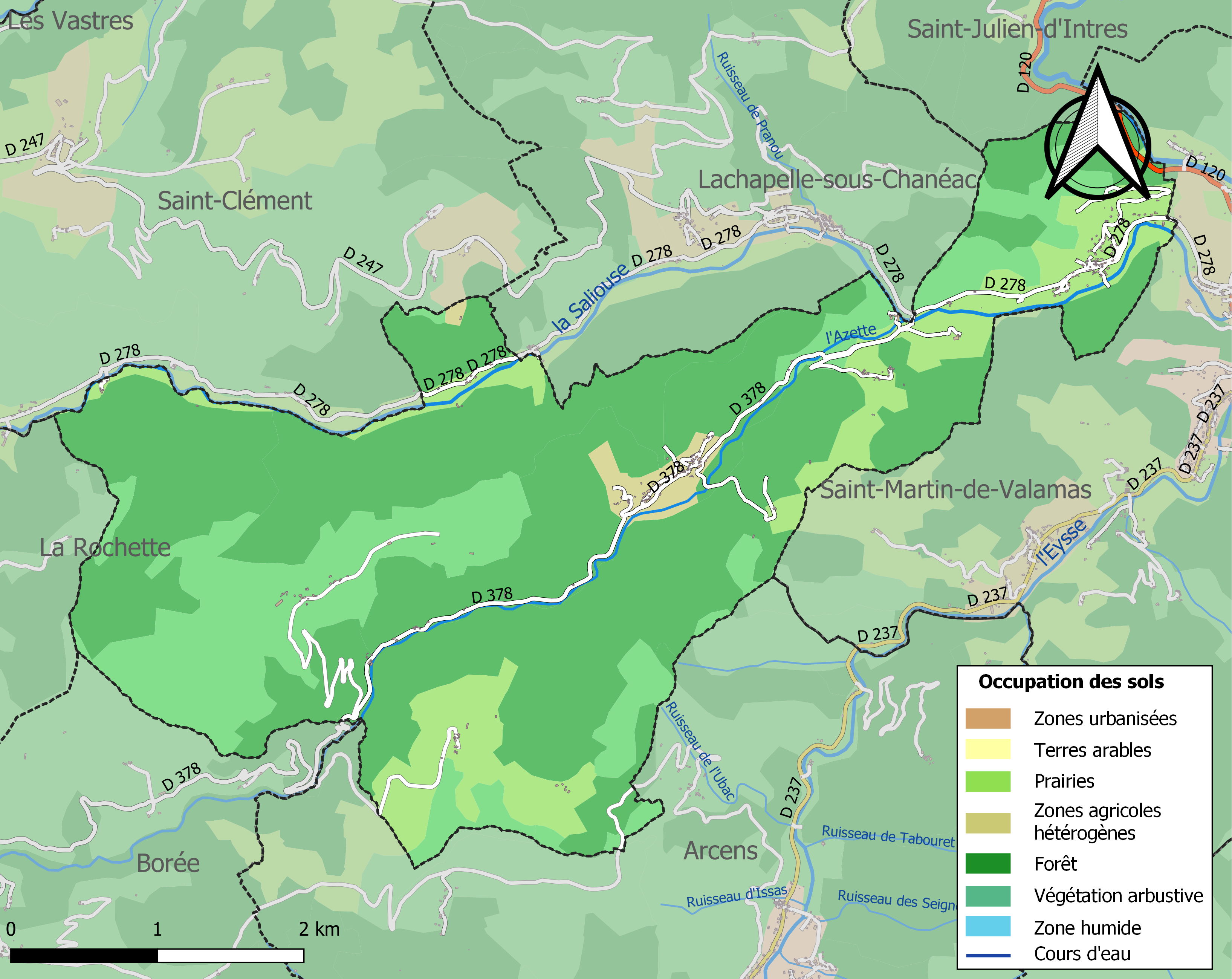
Carte des infrastructures et de l'occupation des sols de la commune en 2018 (CLC).

### Risques naturels

#### Risques sismiques
L'ensemble du territoire de la commune de Chanéac est situé en zone de sismicité no 2 (sur une échelle de 5), comme la plupart des communes situées sur le plateau et la montagne ardéchoise.
| Type de zone | Niveau           | Définitions (bâtiment à risque normal) |
| ------------ | ---------------- | -------------------------------------- |
| Zone 2       | Sismicité faible | accélération = 1,1 m/s2                |

## Toponymie
Chanéac était nommée Chaniacum avant l’an 1000, Chaniau (cartulaire de Pébrac en 1099), Chaniaci (charte vetus), puis Chaniac (découpage des départements en décembre 1789). Chanéac tirerait son nom du nom provençal Cania, Cagnes (villa située sur une arête rocheuse). Pour A. Nouvel, ce nom viendrait de Canius, nom d'homme latin, suivi du suffixe gallo-romain de dépendance -acum.

## Histoire

### Chanéac au Moyen Âge
Le village est mentionné à partir du XIe siècle. Il faisait partie de la seigneurie des Chanéac et relevait du diocèse de Viviers, subdivision du Haut-Vivarais. On y trouve des vestiges d'anciens châteaux forts parmi les maisons du village. Les premiers relevés historiques où Chanéac est mentionné datent de l’an 1100. C’est dans la famille de Fay qui dirige le pays que l’on retrouve les premières traces du nom de Chanéac, quand Pierre de Fay, descendant de la puissante famille des seigneurs du Mézenc, donne l’église à l’abbaye de Pébrac. C’est au courant de l’année 1099, dite première année après la prise de Jérusalem, que Pierre de Fay confirma le don de l’église de Chanéac, que l’évêque Léger avait fait au monastère de Pébrac, aux mains de l’abbé Bertrand qui gouvernait le monastère : "Pierre de Fay, «vir disertissimus», homme très discret, approuva et confirma le don de la dite église de Chaniau, que l’évêque avait fait. C’est pourquoi ledit abbé Bertrand, envoya dans cette église, pour y célébrer le service de Dieu, des chanoines que Pierre de Fay aima beaucoup et qu’il combla d’honneurs et de faveurs. Ces donations furent approuvées par Pierre de Fay, son épouse et toute sa maison, Bertrand de Châteauneuf et Giris son frère, Armand Guigon, Guillaume de Fourchades et ses fils, Garent de Chambarlhac et Adralde, Guigon, Guillaume fils de Pierre et beaucoup d’autres.
La même année, une même donation est faite à l’abbaye de Pébrac par Pierre de Fay, de l’église Sainte-Appolinaire près de Chanéac, dans cette donation est mentionné que Jarenton de Chambarlhac. Garent est assisté de Guérin de Châteauneuf des Bothières et son frère Bertrand.
« Il y a une église, située près de Chanéac, dite de Sainte-Appolinaire, que de vaillants chevaliers tenaient pour alleu, savoir; Pierre, Haubert et Guidon, son frère de Aboreias, mais Modoard et Amicus, deux autres chevaliers, étaient en fief de la même église, Bertrand Reclus, voyant qu’ils se conduisaient mal, leur faisait de vives remontrances, et d’autres fois employait la voie de la persuasion pour leur faire abandonner cette église, laquelle était par eux détruite et privée du divin ministère, cédant à ses exhortations, les deux frères, Pierre et Guidon abandonnèrent l’église et la donnèrent à Sainte Marie de Pébrac, aux mains de Bertrand Reclus. Modoard et Amicus firent de même par le conseil de Léger, évêque de Viviers et de Pierre de Fay et sa femme, approuvée par Bertrand de Châteauneuf, Giris son frère, Armand Guigon, Garent de Chambarlhac et autres. »
Pierre de Fay apparaît comme un homme sage et pondéré « vir disertissimus », cherchant à ramener au devoir les châtelains des environs, ami de l’évêque de Viviers, il est cité en tête des témoins, lors de ces donations, sans doute par ce qu’il était le plus puissant des seigneurs des environs. Pierre de Fay avait épousé Marie de Chapteuil, vers 1075, il eut pour enfants, entre autres, l’aîné François, lesdits Pierre, Pons et Silvius, veuf, il aurait épousé Marie du Solier vers 1090, fille de Reynaud et de Marthe Boyer.
(article d’Allais).

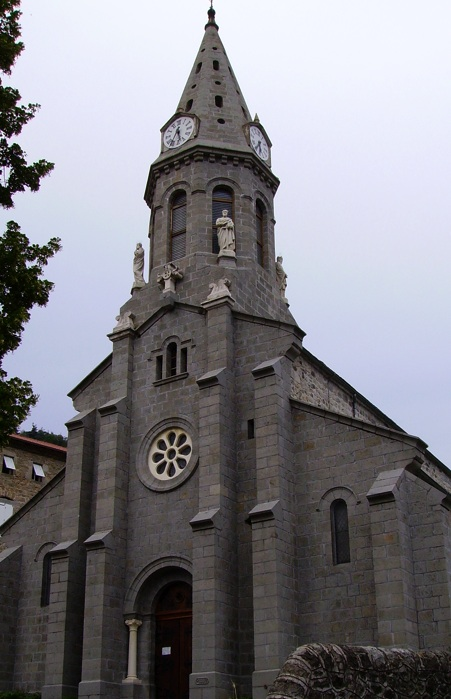
Église de Chanéac.

C’est en 1229 que le château de Chanéac apparaît pour la première fois dans l’histoire, dans l’hommage que Philippa de Fay fait à l’évêque du Puy, en même temps que les trois-quarts de celui de Chambarlhac et ainsi qu’une partie de celui de Chateauneuf des Boutières.
En 1284, on a connaissance d’un procès entre ce Guillaume de Poitiers et le prieur de Saint-Martin-de-Valamas ; M. Baudouin, qui doit reconnaître qu’il lui doit l’hommage féodal. Le prieur de Saint-Martin se plaisait à entretenir une petite guerre avec le seigneur du lieu, s’accusant mutuellement de ne pas respecter telle formule ou telle loi.
C’est à l’occasion d’une transaction passée le 6 décembre 1284 entre Guillaume de Châteauneuf et messire Baudouin, qui voulait être exempté de dîmes que le ton monta entre eux, ce qui engendra ensuite un long procès entre le seigneur de Chanéac et le prieur de Saint-Martin.
En 1320, nouveau conflit; il se termine par une importante transaction entre le prieur Bertrand de Rivière et Guillaume de Poitiers, seigneur de Chanéac et de Saint Vallier ; il fut convenu que le prieur a reconnu, pour lui et ses successeurs à venir, que le territoire de Saint-Martin est exactement délimité:
« D’un côté avec la rivière d’Eysse, près de la terre de Jean d’Albanhias et des héritiers de Jean du Pré qui est bien près de l’auche appelée la Teyre et du mas d’Albanhias, et d’un autre côté, remontant l’eau et le mas, jusqu’à la croix de Recoles et de là en montant de la dite croix jusqu’au mas de Ladreyt et ruisseau de l’Eygas à la montagne de Barion ». Ils ont également convenu que le seigneur de Chanéac avait seul le droit d’infliger des peines dans les cas prévus, soit de coutume ou droit, soit de faveur spéciale (exil, déportation, emprisonnement), il est entendu que les hommes et manants de la ville de Saint-Martin devront venir faire le guet aux portes du château de Chanéac.
Les hommages aux évêques du Puy furent renouvelés régulièrement jusqu’en 1343. En 1362, un hommage pour Chanéac est prêté par Louis d’Anduze, seigneur de La Voulte, sans doute à la suite du mariage d’Eléonore de Poitiers et de Bermond III d’Anduze, ses parents.
C’est à ce titre que Louis d’Anduze transige avec le prieur de Saint-Martin, Pons de Villesèche, le 4 décembre 1385 ; ce dernier a le droit de fortifier son prieuré, mais le seigneur pourra y venir quand il voudra et surveiller les portes, les hommes de Saint-Martin doivent venir aider à la clôture du château de Chanéac, le prieur devra payer chaque année 25 perdrix et 3 muids de vin, soit environ 300 litres.
En 1368, le 9 août, le châtelain de La Voulte et procureur de Louis d’Anduze s’appelle Étienne de Chanéac, c’est le même homme qui le 18 novembre 1378, défend les intérêts de Louis d’Anduze contre Louis de Poitiers, comte de Valentinois.

### Autres périodes
Le 16 décembre 2023, sept chiens de chasse sont abattus sur le territoire de la commune par un membre de la communauté Longo Maï de Treynas après que ceux-ci se soient introduits dans une propriété privée et qu’ils aient attaqué des cochons de ferme,,.

## Politique et administration

### Liste des maires
| Période                                  | Période                   | Identité                  | Étiquette | Qualité |
| ---------------------------------------- | ------------------------- | ------------------------- | --------- | ------- |
| Les données manquantes sont à compléter. |                           |                           |           |         |
| 1965                                     | 1989                      | Georges Curinier          | PSU       |         |
| 1989                                     | mars 2008                 | Olivier Maigret           | DVG       |         |
| mars 2008                                | 2014                      | Jean-Baptiste Saint-Leger | DVG       |         |
| 2014                                     | En cours (au 6 août 2020) | Didier Rochette,          | SE        | Employé |

Dans les années 1825 Emile Faure du Pont Maire, moulinier en soie.
Dans les années 1775 Henri Faure de Lubac Maire, avocat, notaire, juge, coseigneur de Chanéac, Chambarlhac etc.

## Population et société

### Démographie
L'évolution du nombre d'habitants est connue à travers les recensements de la population effectués dans la commune depuis 1793. Pour les communes de moins de 10 000 habitants, une enquête de recensement portant sur toute la population est réalisée tous les cinq ans, les populations de référence des années intermédiaires étant quant à elles estimées par interpolation ou extrapolation. Pour la commune, le premier recensement exhaustif entrant dans le cadre du nouveau dispositif a été réalisé en 2004.

En 2022, la commune comptait 262 habitants, en évolution de +1,95 % par rapport à 2016 (Ardèche : +2,48 %, France hors Mayotte : +2,11 %).
| 1793 | 1800 | 1806  | 1821 | 1831 | 1836  | 1841  | 1846 | 1851  |
| ---- | ---- | ----- | ---- | ---- | ----- | ----- | ---- | ----- |
| 905  | 923  | 1 042 | 899  | 980  | 1 020 | 1 038 | 950  | 1 020 |

| 1856 | 1861 | 1866 | 1872 | 1876 | 1881 | 1886 | 1891 | 1896 |
| ---- | ---- | ---- | ---- | ---- | ---- | ---- | ---- | ---- |
| 958  | 958  | 924  | 903  | 898  | 884  | 955  | 924  | 929  |

| 1901 | 1906 | 1911 | 1921 | 1926 | 1931 | 1936 | 1946 | 1954 |
| ---- | ---- | ---- | ---- | ---- | ---- | ---- | ---- | ---- |
| 931  | 970  | 941  | 802  | 733  | 696  | 639  | 508  | 441  |

| 1962 | 1968 | 1975 | 1982 | 1990 | 1999 | 2004 | 2006 | 2009 |
| ---- | ---- | ---- | ---- | ---- | ---- | ---- | ---- | ---- |
| 390  | 313  | 253  | 243  | 243  | 268  | 283  | 275  | 262  |

| 2014 | 2019 | 2022 | - | - | - | - | - | - |
| ---- | ---- | ---- | - | - | - | - | - | - |
| 262  | 254  | 262  | - | - | - | - | - | - |

### Enseignement
La commune est rattachée à l'académie de Grenoble.

### Médias
Deux organes de presse écrite sont distribués dans la commune :
- L'Hebdo de l'Ardèche

Il s'agit d'un journal hebdomadaire français basé à Valence et diffusé à Privas depuis 1999. Il couvre l'actualité pour tout le département de l'Ardèche.
- Le Dauphiné libéré

Il s'agit d'un journal quotidien de la presse écrite française régionale distribué dans la plupart des départements de l'ancienne région Rhône-Alpes, notamment l'Ardèche. La commune est située dans la zone d'édition du Nord-Ardèche (Annonay - Le Cheylard).

### Cultes
La communauté catholique et l'église de Chanéac (propriété de la commune) dépendent de la paroisse Notre-Dame des Boutières, elle-même rattachée au diocèse de Viviers.

## Culture et patrimoine

### Lieux et monuments

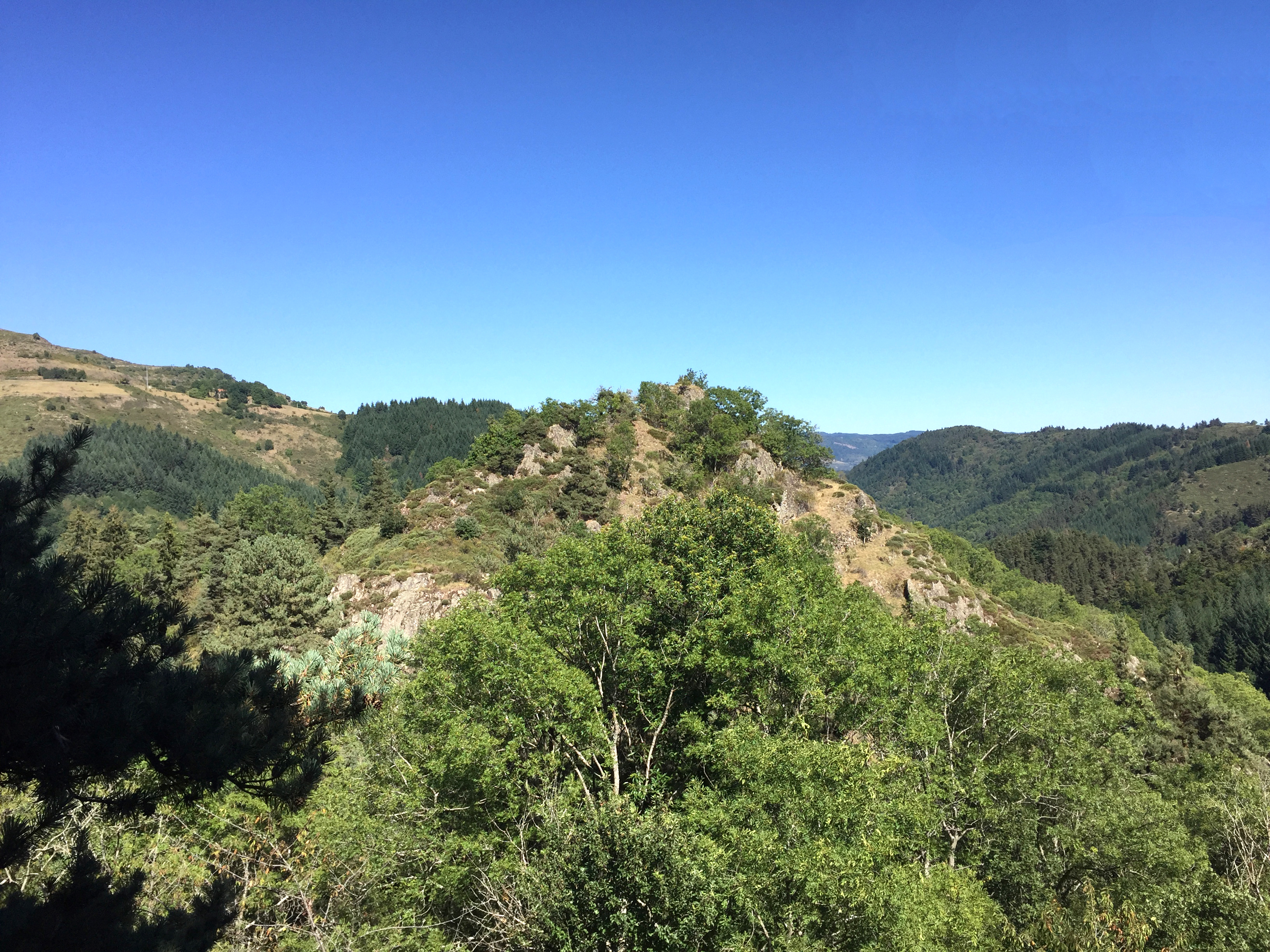
Colline de Chambarlhac, sur laquelle s'élevait le château féodal.

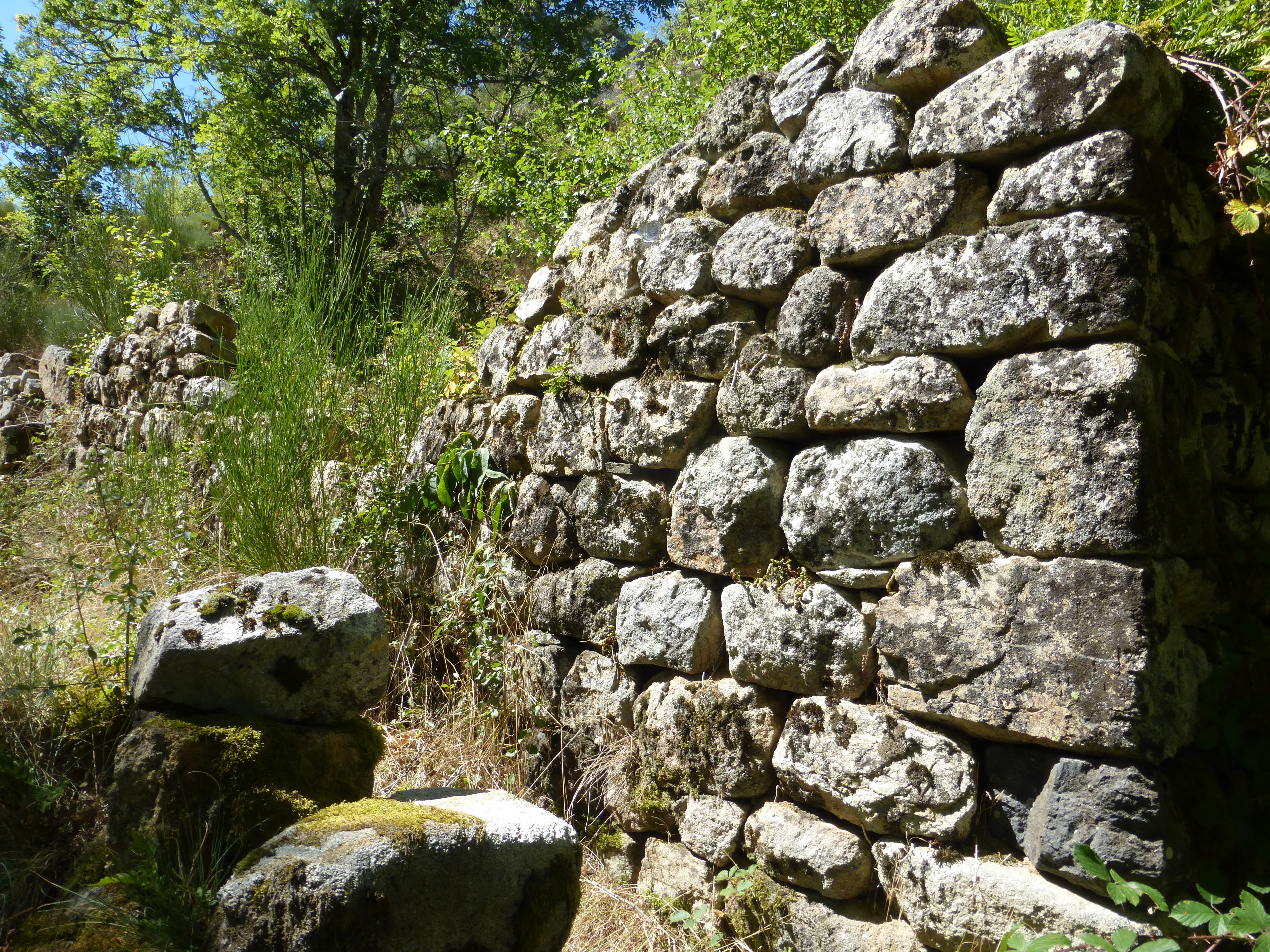
Ruines du château de Chambarlhac.

- Ruines du château de Chambarlhac :
il existait un château féodal ainsi qu'un petit village au lieu-dit Chambarlhac, sur un piton rocheux culminant à plus de 800 mètres, sur le territoire de l'actuelle commune de Chanéac. La première mention connue de ce château remonte à 1014, lorsque Estienne de Chambarlhac (De Camberliaco, en forme latine) et son épouse Ingelburge offrent un terrain au prieuré de Chamalières, dépendant lui-même du monastère Saint-Chaffre du Monastier[27]. L'historien régional Georges Vidal a démontré que le château, de par la nature du relief, devait consister en une « tour de forme carrée, située dans la partie ouest, accolée à un bâtiment dont on aperçoit encore aujourd'hui les fondements d'un mur de soutènement »[28]. Une chapelle dédiée à Saint-Pierre ainsi qu'un cimetière existaient en contrebas du château[28]. Il n'en reste aujourd'hui que quelques ruines. Le nom du lieu donna naissance à la famille noble des Seigneurs de Chambarlhac, vassaux des Seigneurs de Faÿ. Le château féodal sera abandonné dans le courant du XIVe siècle et les Seigneurs de Chambarlhac s'installeront à la maison forte de l'Herm, sur le territoire de l'actuelle commune voisine de Saint-Clément[29].
- Église du XIXe siècle:
l'église actuelle date de 1898. Une première église fut citée dès 1099, détruite à maintes reprises, notamment durant les guerres de Religion, puis complètement rebâtie.
- Croix processionnelle du XVe siècle
- Sources d'eaux minérales de Bois-Lantal : les sources qui jaillissent au lieu-dit Bois Lantal étaient exploitées et mises en bouteille depuis la fin du XIXe siècle. L'usine ferma en 1951.
- Musée de la ruralité ardéchoise au hameau de Serre
- Sites naturels rupestres
- Fours à pain

### Personnalités liées à la commune
- Pierre Conty (1946), anarchiste d'origine grenobloise, il effectue un retour à la terre à Chanéac en 1969. En 1977, à la suite d'un braquage à Villefort (Lozère), il tue trois personnes. Il s'enfuit et est condamné à la peine de mort par contumace en 1980.

### Héraldique
|  | Chanéac possède des armoiries dont l'origine et le blasonnement exact ne sont pas disponibles. |